# نادي ساو كايتانو
جمعية ساو كايتانو الرياضية (بالبرتغالية: Associação Desportiva São Caetano‏) هي نادٍ رياضي برازيلي لكرة القدم، أسست سنة 1989م.
فاز بلقب بطولة باوليستا 2004 وكأس باوليستا في 2019.

## وصلات خارجية
- الموقع الرسمي